# A. Robert Wieland
August Robert Wieland (* 7. Juni 1862 in Auerbach; † 18. März 1940 ebenda) war ein deutscher Unternehmer.

Der Strumpfwarenfabrikant A. Robert Wieland im Jahr 1911

## Leben

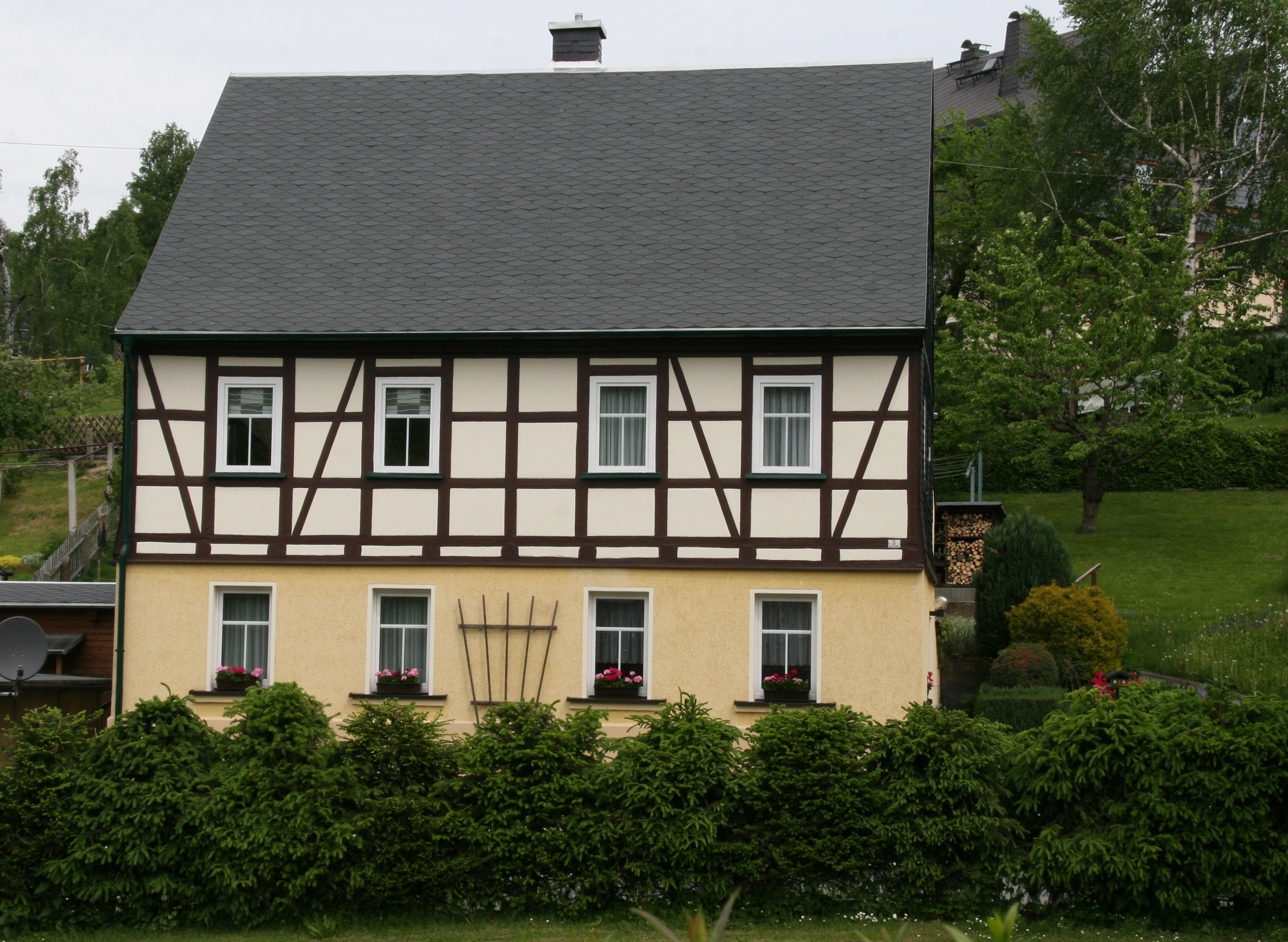
Am Anger 5 begann die Wielandsche Strumpfproduktion. Hier wirkte A. Robert Wieland von 1881 bis 1891 Strümpfe

August Robert Wieland wurde als einziges Kind einer mittellosen Strumpfwirkerfamilie geboren. Seine Familie kann auf eine lange Strumpfwirkertradition zurückschauen. Bereits sein Ururgroßvater Johann Carl Gottfried Andrä (1734–1766) wird bereits 1754 als Strumpfwirkermeister genannt. Aber auch Bauern, Handwerker und Gelehrte finden sich unter seinen Ahnen.
Von seinem Vater August Wieland lernte A. Robert Wieland das Strumpfwirken auf dem Handkulierstuhl. 1880 kaufte er sich die erste Paget-Maschine. 1882 bis 1884 diente Wieland beim Militär in Leipzig. 1891 errichtete er mit drei Teilhabern in Auerbach im Erzgebirge eine Fabrik, ab 1897 war er nach Auszahlung der anderen Teilhaber alleiniger Eigner. Ab 1902 begann er, einen größeren Fabrikneubau zu errichten. Ab etwa diesem Zeitpunkt nannte er sich selbst nur A. Robert Wieland.
1914 erfand er mit seinem Schwiegersohn Paul Thierfelder den „ganzen Strumpf“. Mit diesem Verfahren konnten erstmals Strümpfe in einem Arbeitsgang hergestellt werden. Weitere zahlreiche Patente folgten. Um 1921 zählte die Firma bereits 400 Beschäftigte. 1927 entstand das Markenzeichen ARWA, eine Zusammensetzung aus dem Namen August Robert Wieland und Auerbach. Die produzierten Strumpfwaren wurden in Deutschland verkauft, so wie in viele Länder Europas und in die USA exportiert.

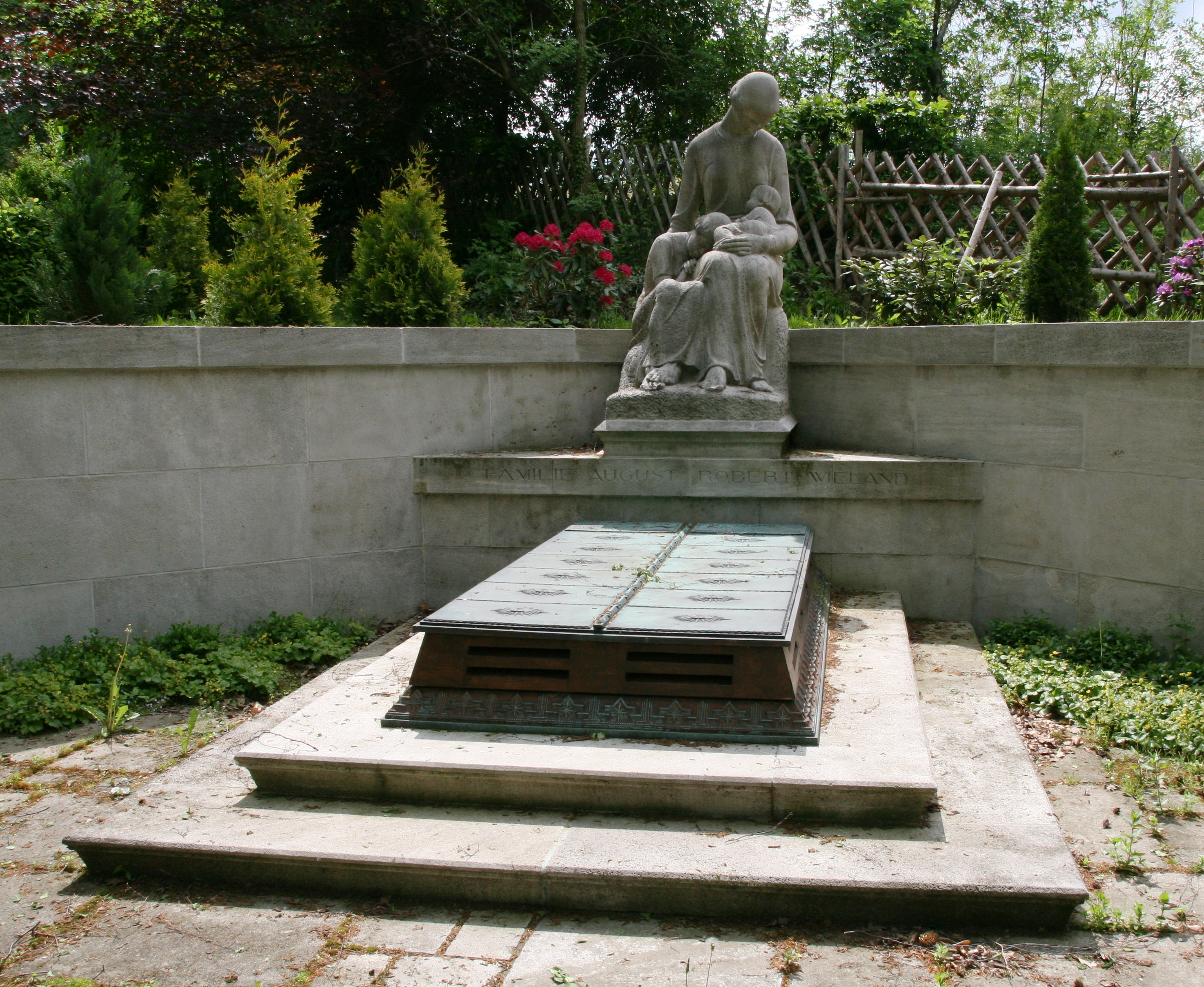
Grabmal der Familie August Robert Wieland in Auerbach (Erzgebirge)

A. Robert Wieland beauftragte im September 1917 den Architekten Max Hans Kühne (Inhaber des Architekturbüros Lossow und Kühne in Dresden) mit dem Entwurf einer großen Familiengruft. Nach Beendigung der Schachtarbeiten und Ausführung der Unterbauten im April 1918 nach den Plänen von Kühne, erfolgte am 7. Mai 1918 die Beisetzung von Paul Thierfelder. A. Robert Wieland beantragte 1924 beim Kirchenvorstand, an der noch immer unvollendeten Gruft nun den Oberbau ausführen zu lassen. In der Sitzung vom 30. August 1924 wurde dem Antrag stattgegeben. Der Oberbau wurde daraufhin mit einer Freiplastik des Chemnitzer Bildhauers Bruno Ziegler ausgeführt, bei der es sich sinnbildlich um die „Mutter Erde“ handelt, in deren Schoß die Kinder zurückkehren. Im August 1999 wurde die Familiengruft unter Denkmalschutz gestellt.
Den Betrieb machten besonders seine Leistungen im sozialen und kulturellem Bereich aus. Unter anderem sind zu nennen: eine Siedlung für die Arbeiter und Angestellten, eine Wirkerlehrlingswerkstatt, ein Werksorchester, Singgruppen, Feierabendgruppe, eine Betriebsfeuerwehr, Lehrlingswohnheime sowie eine Betriebskrankenkasse.
Mit einer Belegschaftszahl von circa 1400 Personen gehörte sie zu den größten Fabriken auf dem deutschen Textilsektor in den 1930er und 1940er Jahren. Am 18. März 1940 starb A. Robert Wieland in Auerbach, wo er auch beigesetzt wurde.

### Privates
Am 24. April 1886 heiratete A. Robert Wieland in Auerbach Emma Meta Thierfelder, die jüngste Tochter eines Strumpfwirkermeisters. Aus der Ehe gingen sechs Kinder hervor. Die älteste Tochter Rosa Wieland war mit dem Architekten Paul Thierfelder verheiratet, beider Sohn war Hans Thierfelder. Der älteste Sohn Max Wieland war ab 1921 Mitinhaber der Strumpfwarenfabrik. Ihm oblagen besonders die Handelsbeziehungen ins Ausland.

## Ehrungen
1946 ließ sich der Enkel von A. Robert Wieland, Hans Thierfelder im württembergischen Unterrot nieder, einem Stadtteil von Gaildorf. Er gründete dort eine neue Strumpffabrik unter der Marke ARWA. Später wurde der Ortsteil in Unterrot-Arwa umbenannt. In diesem Ortsteil gibt es eine August-Robert-Wieland-Straße.
1939 wurde in Auerbach (Erzgebirge) eine Eiche gepflanzt. Auf einem Findling, der vor der Eiche zu Aufstellung kam, stand „A.-Robert-Wieland=Eiche 1939“. Die Eiche steht noch, der Stein aber ist verschollen.